# یواس‌اس دبلیو ال استید (آی‌دی-۳۴۴۹)
یواس‌اس دبلیو ال استید (آی‌دی-۳۴۴۹) (به انگلیسی: USS W. L. Steed (ID-3449)) یک زیردریایی بود که طول آن ۴۳۱ فوت ۱۰ اینچ (۱۳۱٫۶۲ متر) بود. این زیردریایی در سال ۱۹۱۸ ساخته شد.